# Олександрівська сільська рада (Казанківський район)
Олекса́ндрівська сільська́ ра́да — адміністративно-територіальна одиниця та орган місцевого самоврядування в Казанківському районі Миколаївської області. Адміністративний центр — село Олександрівка.

## Загальні відомості
- Населення ради: 755 осіб (станом на 2001 рік)

## Населені пункти
Сільській раді підпорядковані населені пункти:
- с. Олександрівка
- с. Волна
- с. Зоря
- с. Матроно-Василівка
- с. Новоблакитне
- с. Привілля

## Склад ради
Рада складається з 12 депутатів та голови.
- Голова ради: Мотулько Борис Васильович
- Секретар ради: Криворучко Лілія Володимирівна

### Керівний склад попередніх скликань
| Прізвище, ім'я, по батькові | Основні відомості                                                                       | Дата обрання | Дата звільнення |
| --------------------------- | --------------------------------------------------------------------------------------- | ------------ | --------------- |
| Сула Григорій Андрійович    | Сільський голова, 1972 року народження, член Народної партії                            | 26.03.2006   | 31.10.2010      |
| Мотулько Борис Васильович   | Сільський голова, 1963 року народження, освіта середня спеціальна, член Партії регіонів | 31.10.2010   |                 |

Примітка: таблиця складена за даними сайту Верховної Ради України

### Депутати
За результатами місцевих виборів 2010 року депутатами ради стали:

#### За суб'єктами висування
| Суб'єкт висування | Кількість обраних депутатів | %    |
| ----------------- | --------------------------- | ---- |
| Партія регіонів   | 10                          | 83,3 |
| Самовисування     | 2                           | 16,7 |

#### За округами
| № округу        | Прізвище, ім'я, по батькові    | Дата визнання обраним | Освіта  | Партійна приналежність | Відомості про обраного депутата                              |
| --------------- | ------------------------------ | --------------------- | ------- | ---------------------- | ------------------------------------------------------------ |
| Партія регіонів |                                |                       |         |                        |                                                              |
| 1               | Урсуляк Ніна Іванівна          | 01.11.2010            | вища    | член Партії регіонів   | пенсіонер                                                    |
| 2               | Максимова Валентина Вікторівна | 01.11.2010            | середня | член Партії регіонів   | Олександрівська загальноосвітня школа, техпрацівник          |
| 3               | Турашева Альона Анатоліївна    | 01.11.2010            | середня | позапартійна           | Олександрівський фельдшерсько-акушерський пункт, завідувачка |
| 4               | Лук'янчук Світлана Миколаївна  | 01.11.2010            | вища    | позапартійна           | Олександрівська загальноосвітня школа, вчитель               |
| 5               | Прошина Любов Миколаївна       | 01.11.2010            | середня | позапартійна           | Олександрівськасільська рада, бухгалтер                      |
| 6               | Криворучко Лілія Володимирівна | 01.11.2010            | середня | позапартійна           | Олександрівськасільська рада, секретар                       |
| 9               | Іноземцев Валерій Вікторович   | 01.11.2010            | вища    | позапартійний          | Олександрівськасільська рада, землевпорядник                 |
| 10              | Явтушенко Надія Євгенівна      | 01.11.2010            | середня | позапартійна           | тимчасово не працює                                          |
| 11              | Стеркун Віра Сергіївна         | 01.11.2010            | середня | член Партії регіонів   | пенсіонер                                                    |
| 12              | Бойко Олександр Михайлович     | 01.11.2010            | вища    | член Партії регіонів   | тимчасово не працює                                          |
| Самовисування   |                                |                       |         |                        |                                                              |
| 7               | Чистякова Галина Миколаївна    | 01.11.2010            | вища    | позапартійна           | Олександрівськевідділення зв'язку, начальник                 |
| 8               | Гаджа Олександр Васильович     | 01.11.2010            | середня | позапартійний          | ФГ «Пікалов», механізатор                                    |